# Angerona mongoligena
Angerona mongoligena är en fjärilsart som beskrevs av Felix Bryk 1948. Angerona mongoligena ingår i släktet Angerona och familjen mätare. Inga underarter finns listade i Catalogue of Life.